# Давыдов, Владимир Михайлович (1788—1849)
Владимир Михайлович Давыдов (1788—1849) — капитан-лейтенант российского императорского флота, кавалер ордена Святого Георгия, благотворитель, меценат, педагог и общественный деятель.

## Биография
Владимир Давыдов родился в 1788 году. По окончании курса в морском кадетском корпусе 19 мая 1801 года, был выпущен гардемарином на Балтийский флот Российской империи.
Крейсируя на разных судах по Балтийскому морю, Давыдов в 1804 году был произведен в мичманы, а в 1806 году на корабле «Святой Пётр» совершил плавание из Кронштадта в Корфу и затем плавал по Адриатическому морю.
Во время русско-турецкой войны в 1807—1808 гг., состоя на корабле «Твердый», Давыдов принимал участие при осаде и захвате крепости Тенедос, а также в сражался под знамёнами адмирала И. А. Баратынского с турецким флотом при Дарданеллах и у Афонской горы. В этих боях он проявил большое мужество и отвагу, за что был награждён командованием орденом Святого Георгия 4-го класса.
После окончания военной кампании Владимир Михайлович Давыдов перешёл на Лиссабонский рейд, оттуда в Портсмут, и затем в 1809 году на английском транспорте возвратился в Ригу.
1 марта 1810 года В. М. Давыдов был произведен в лейтенанты и плавал на люгере «Ящерица» в Финском заливе.
Во время Отечественной войны 1812 года он находился на фрегате «Архипелаг» и крейсировал с 1812—1814 гг. у берегов Англии, Голландии и Франции.
21 мая 1816 года, в чине капитан-лейтенанта, Владимир Михайлович Давыдов вышел в отставку.
После службы он поселился в своем родовом имении, в сельце Колебакино, Ржевского уезда. Здесь Давыдов всецело отдался сельскому хозяйству и занялся народным образованием. Он учредил две школы: одну для взрослых, а другую для деревенских мальчиков, и сам преподавал в них. В то время и дворяне были стеснены в образовании своих детей потому, что корпуса и гимназии находились в городе Санкт-Петербурге, куда приходилось отправлять детей в самом юном возрасте и весьма плохо подготовленными. Давыдов горячо принял к сердцу это горе родителей и взялся за подготовку дворянских детей своего уезда в Морской корпус и другие учебные заведения. Все это он делал безвозмездно с необыкновенным рвением и охотою. Не довольствуясь успехами учащихся в преподаваемых науках, заставлял своих учеников черпать знания чтением книг из его богатой личной библиотеки.
В течение нескольких лет воспитанники Давыдова сделались славою Морского корпуса, и заслуги Давыдова в этом отношении обратили на себя внимание бывшего моряка, министра народного просвещения князя П. А. Ширинского-Шихматова, который завязал переписку с Давыдовым и предлагал ему занять должность при министерстве. Однако, Давыдов отказался от этого предложения и только выхлопотал официальное разрешение открыть у себя в деревне дворянскую школу. Таким образом в Колебакине было учреждено учебное заведение, в котором воспитывалось 20 дворянских детей, безвозмездно получавших образование и содержавшихся на счет Давыдова, который «заботился о своих воспитанниках, как отец, и не жалел для них ничего».
Все крепостные Давыдова были люди грамотные, обучались мастерствам, и многие из них впоследствии сделались его помощниками в образовании детей. Двое из его крепостных мальчиков сделались прекрасными землемерами и были им отпущены на волю, а один стал даже преподавателем математики в дворянской школе. Из крестьянских детей Давыдов составил прекрасный хор певчих, а также учредил целый оркестр духовой музыки, для чего им были выписаны все необходимые музыкальные инструменты. Кроме этого, Давыдов много сделал в смысле улучшения быта своих крестьян и всех впоследствии отпустил на волю, наделив их обильно землёй.
Владимир Михайлович Давыдов умер в 1849 году в городе Ржеве на 62-м году жизни, оставаясь верным делу просвещения до последних дней.